# Óscar Pammo Rodríguez
Óscar Jaime Pammo Rodríguez (La Paz, Bolivia; 14 de diciembre de 1934) es un militar boliviano, nacido en la ciudad de La Paz en 1934. Ministro de Industria, Comercio y Turismo en el Gobierno de David Padilla Arancibia. Comandante general de la Armada Boliviana. Director de la Escuela de Guerra Naval. Director del Colegio Naval.
Fue miembro del Triunvirato que gobernó Bolivia entre el 4 de agosto y el 4 de septiembre de 1981, junto a los militares Celso Torrelio Villa (Comandante del Ejército) y Waldo Bernal Pereira (Comandante de la Fuerza Aérea). Esta Junta estuvo precedida por el gobierno de Luis García Meza Tejada.
Al disolverse la Junta de Comandantes, el alto mando militar nombró como nuevo Presidente de la Nación a Celso Torrelio Villa. Tras una grave crisis institucional al interior de las fuerzas armadas y con el país en un claro desequilibrio económico, se decidió por ceder el poder de la nación a los civiles y regresar al orden democrático, por lo que se eligiría a Guido Vildoso Calderón para liderar la transición y convocar elecciones.
En ese ámbito, se nombró otro Triunvirato del que fue parte otra vez Óscar Pammo (representando a la Armada) junto a Natalio Morales Mosquera (representando a la Fuerza Aérea) y Ángel Mariscal Gómez (representando al Ejército) entre el 19 y el 21 de julio de 1982, en la transición del gobierno de Celso Torrelio a Guido Vildoso. La Junta se disolvió y Guido Vildoso se convirtió en Presidente de facto de Bolivia hasta el 10 de octubre de 1982.